# Ashe County
Ashe County är ett administrativt område i delstaten North Carolina, USA, med 27 281 invånare. Den administrativa huvudorten (county seat) är Jefferson. Countyt har fått sitt namn efter Samuel Ashe som var guvernör i North Carolina 1795–1798.

## Geografi
Enligt United States Census Bureau har countyt en total area på 1 106 km². 1 103 km² av den arean är land och 3 km² är vatten. 

### Angränsande countyn
- Grayson County, Virginia - nord
- Alleghany County, North Carolina - öst
- Wilkes County, North Carolina - sydost
- Watauga County, North Carolina - sydväst
- Johnson County, Tennessee - väst